# 栃木県道173号萩島白鳥線

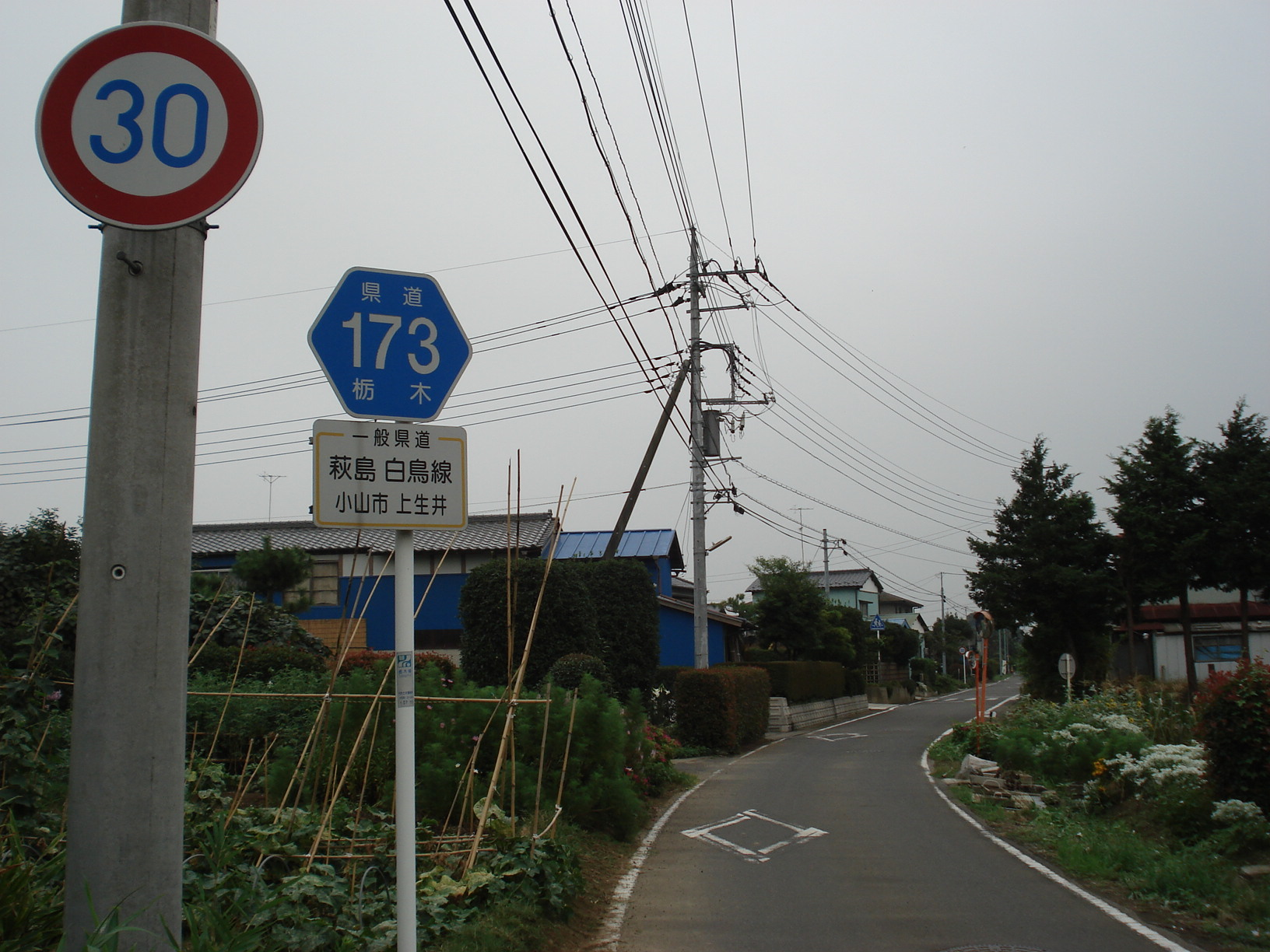
小山市上生井 終点付近

栃木県道173号萩島白鳥線（とちぎけんどう173ごう はぎしましらとりせん）は、栃木県小山市を通る一般県道である。

## 概要
- 距離：6.372km
- 起点：栃木県小山市大字萩島（下石塚交差点＝栃木県道36号岩舟小山線交点）
- 終点：栃木県小山市大字上生井（栃木県道174号南小林松原線交点）
- 指定：1961年（昭和36年）4月1日

ほぼ全線が2車線の道路であるが、途中、小山市間中付近および栃木県道50号藤岡乙女線との分岐点以南の上生井付近では、集落の中を通過するため1.5車線程度の隘路となっているので、走行には注意が必要である。なお、集落を迂回する幅員の広い広域農道も整備されているので、そちらを利用する事もできる。

## 通過自治体
- 栃木県
  - 小山市 - 下都賀郡野木町 - 小山市

## 交差する主な道路
- 栃木県道33号小山環状線（小山市大字萩島 - 同市大字間中：重複区間）
- 国道50号（小山市大字萩島・萩島交差点）
- 栃木県道160号和泉間々田線（小山市大字網戸・網戸大橋西交差点）
- 栃木県道50号藤岡乙女線（小山市大字網戸 - 同市大字上生井：重複区間）

## 沿線施設
- 小山市役所生井出張所
- 小山警察署生井駐在所
- 小山市立網戸小学校
- 小山上生井郵便局